# Joe Buck
Joe Buck, artiestennaam van Sjoerd de Buck, (Terneuzen, 5 oktober 1995) is een Nederlandse singer-songwriter. Hij scoorde in 2019 een Top 40-hit met The Way You Take Time.

## Biografie
Sjoerd de Buck groeide op in Oostburg en studeerde aan de Rockacademie op Fontys in Tilburg waar hij in 2017 afstudeerde. In 2016 deed hij mee aan het televisieprogramma De beste singer-songwriter van Nederland waar hij indruk wist te maken op Ilse DeLange. Nadat hij afgestudeerd was, tekende De Buck een platencontract bij het label van Ilse DeLange. In 2018 verbleef hij een maand in Nashville om zich te verdiepen in de countrymuziek. In opdracht van een paar reclamemakers schreef hij het liedje The Way You Take Time voor een commercial van de PLUS. Hij schreef het nummer samen met Simon Leferink. Op 15 juni 2019 belandde zijn single in de TOP 40.
In 2021 was Joe Buck een van de deelnemers aan het televisieprogramma Beste Zangers.

## Discografie
| Single met eventuele hitnotering(en) in de Nederlandse Top 40 | Datum van verschijnen | Datum van binnenkomst | Hoogste positie | Aantal weken | Opmerkingen                        |
| ------------------------------------------------------------- | --------------------- | --------------------- | --------------- | ------------ | ---------------------------------- |
| The way you take time                                         | 2019                  | 15-06-2019            | 22              | 15           | Nr. 72 in de Single Top 100 / Goud |
| You don't see me                                              | 2019                  | 05-10-2019            | tip14           | -            |                                    |
| White roses                                                   | 2020                  | 15-02-2020            | tip19           | -            |                                    |

| Single met hitnotering(en) in de Vlaamse Ultratop 50 | Datum van verschijnen | Datum van binnenkomst | Hoogste positie | Aantal weken | Opmerkingen |
| ---------------------------------------------------- | --------------------- | --------------------- | --------------- | ------------ | ----------- |
| The way you take time                                | 2019                  | 15-06-2019            | tip             | -            |             |

### NPO Radio 2 Top 2000
Van Joe Buck stond alleen The Way You Take Time in 2021 in de NPO Radio 2 Top 2000, op plek 1753.